# Phidippus zebrinus
Phidippus zebrinus là một loài nhện trong họ Salticidae.
Loài này thuộc chi Phidippus. Phidippus zebrinus được Cândido Firmino de Mello-Leitão miêu tả năm 1945.